# Filmfestivalen i Venedig 2014
Filmfestivalen i Venedig 2014 (italienska: 71. Mostra Internazionale d'Arte Cinematografica) var den 71:a officiella upplagan av filmfestivalen i Venedig. Den hölls i Venedig, Italien, från 27 augusti till 6 september 2014. Öppningsfilm var den amerikanska filmen Birdman i regi av Alejandro González Iñárritu. Juryordförande för huvudtävlan var den franske tonsättaren Alexandre Desplat. Guldlejonet gick till den svenska filmen En duva satt på en gren och funderade på tillvaron av Roy Andersson. Det var första gången någonsin som priset gick till en svensk film.

## Huvudtävlan
Följande filmer valdes ut till huvudtävlan:
| Svensk titel                                       | Ursprungstitel                                                                       | Regissör                    | Produktionsland                                        |
| -------------------------------------------------- | ------------------------------------------------------------------------------------ | --------------------------- | ------------------------------------------------------ |
|                                                    | The cut                                                                              | Fatih Akın                  | Tyskland, Frankrike, Italien                           |
| En duva satt på en gren och funderade på tillvaron | En duva satt på en gren och funderade på tillvaron                                   | Roy Andersson               | Sverige, Tyskland, Norge och Frankrike                 |
|                                                    | 99 homes                                                                             | Ramin Bahrani               | Förenta staterna                                       |
|                                                    | قصه‌ها Ghesseha                                                                       | Rakhshan Bani-E'temad       | Iran                                                   |
|                                                    | La Rançon de la gloire                                                               | Xavier Beauvois             | Frankrike, Belgien och Schweiz                         |
|                                                    | Hungry hearts                                                                        | Saverio Costanzo            | Italien                                                |
|                                                    | Le Dernier coup de marteau                                                           | Alix Delaporte              | Frankrike                                              |
|                                                    | Pasolini                                                                             | Abel Ferrara                | Frankrike, Belgien och Italien                         |
|                                                    | Manglehorn                                                                           | David Gordon Green          | Förenta staterna                                       |
|                                                    | Birdman – öppningsfilm                                                               | Alejandro González Iñárritu | Förenta staterna                                       |
|                                                    | Trois cœurs                                                                          | Benoît Jacquot              | Frankrike                                              |
|                                                    | Белые ночи почтальона Алексея Тряпицына Belyje notji potjtalona Alekseja Trjapitsyna | Andrej Kontjalovskij        | Ryssland                                               |
|                                                    | Il giovane favoloso                                                                  | Mario Martone               | Italien                                                |
|                                                    | Sivas                                                                                | Kaan Müjdeci                | Turkiet                                                |
|                                                    | Anime nere                                                                           | Francesco Munzi             | Italien och Frankrike                                  |
|                                                    | Good kill                                                                            | Andrew Niccol               | Förenta staterna                                       |
|                                                    | Loin des hommes                                                                      | David Oelhoffen             | Frankrike                                              |
|                                                    | The look of silence                                                                  | Joshua Oppenheimer          | Danmark, Finland, Indonesien, Norge och Storbritannien |
|                                                    | 野火 Nobi                                                                            | Shinya Tsukamoto            | Japan                                                  |
|                                                    | 闖入者 Chuangru zhe                                                                  | Wang Xiaoshuai              | Kina                                                   |

## Utom tävlan
Följande filmer uttogs till att visas utom tävlan:
| Svensk titel | Ursprungstitel                             | Regissör | Produktionsland                          |
| ------------ | ------------------------------------------ | --- | ---------------------------------------- |
|              | Words with gods                            | Guillermo Arriaga, Emir Kusturica, Amos Gitai, Mira Nair, Warwick Thornton, Hector Babenco, Bahman Ghobai, Hideo Nakata och Álex de la Iglesia | Mexiko och Förenta staterna              |
|              | She's funny that way                       | Peter Bogdanovich | Förenta staterna                         |
|              | 親愛的 Qin' ai de                          | Peter Chan | Hongkong och Kina                        |
|              | Olive Kitteridge                           | Lisa Cholodenko | Förenta staterna                         |
|              | Burying the ex                             | Joe Dante | Förenta staterna                         |
|              | Perez                                      | Edoardo De Angelis | Italien                                  |
|              | La zuppa del demonio                       | Davide Ferrario | Italien                                  |
|              | The sound and the fury                     | James Franco | Förenta staterna                         |
|              | צילי Tsili                                 | Amos Gitai | Israel, Ryssland, Italien och Frankrike  |
|              | La trattativa                              | Sabina Guzzanti | Italien                                  |
|              | 黃金時代 Huangjin shidai – avslutningsfilm | Ann Hui | Kina och Hongkong                        |
|              | 화장 Hwajang                               | Im Kwon-taek | Sydkorea                                 |
|              | The humbling                               | Barry Levinson | Förenta staterna                         |
|              | O velho do restelo                         | Manoel de Oliveira | Portugal och Frankrike                   |
|              | Un giorno da italiani                      | Gabriele Salvatores | Italien och Storbritannien               |
|              | Im Keller                                  | Ulrich Seidl | Österrike                                |
|              | The boxtrolls                              | Anthony Stacchi och Graham Annable | Förenta staterna                         |
|              | Nymphomaniac – vol. II                     | Lars von Trier | Danmark, Tyskland, Frankrike och Belgien |

## Jury
Följande satt i juryn för huvudtävlan:
- Alexandre Desplat, fransk tonsättare, juryordförande
- Joan Chen, kinesisk skådespelerska och regissör
- Philip Gröning, tysk regissör
- Jessica Hausner, österrikisk regissör
- Jhumpa Lahiri, amerikansk manusförfattare
- Sandy Powell, engelsk kostymör
- Tim Roth, engelsk skådespelare
- Elia Suleiman, palestinsk regissör
- Carlo Verdone, italiensk skådespelare och regissör

## Vinnare
Prisfördelning för huvudtävlan:
- Guldlejonet - En duva satt på en gren och funderade på tillvaron av Roy Andersson
- Silverlejonet för bästa regi - Andrej Kontjalovskij för Belyje notji potjtalona Alekseja Trjapitsyna
- Juryns stora pris - The look of silence av Joshua Oppenheimer
- Volpipokalen för bästa skådespelerska - Alba Rohrwacher i Hungry hearts
- Volpipokalen för bästa skådespelare - Adam Driver i Hungry hearts
- Marcello Mastroianni-priset till en ung skådespelare eller skådespelerska - Romain Paul i Le Dernier coup de marteau
- Priset för bästa manus - Rakhshan Bani-E'temad och Farid Mostafavi för Ghesseha
- Juryns specialpris - Sivas av Kaan Müjdeci